# Muhamed Mujić
Muhamed Mujić (Mostar, 1933. április 25. – Mostar, 2016. február 20.) olimpiai és Európa-bajnoki ezüstérmes jugoszláv válogatott bosnyák labdarúgó, csatár, edző.

## Pályafutása

### Klubcsapatban
1950 és 1962 között a Velež Mostar labdarúgója volt. 1962-63-ban a francia Griondins de Bordeaux, 1963-64-ben a Dinamo Zagreb csapatában szerepelt. 1964 és 1968 között ismét a Velež Mostar együttesében játszott, kivéve egy rövid időszakot 1966-ban, amikor a belga Beringen játékosa volt. 1968-ban vonult vissza az aktív labdarúgástól.

### A válogatottban
1956 és 1962 között 32 alkalommal szerepelt a jugoszláv válogatottban és 17 gólt szerzett. Tagja volt 1956-os melbourne-i olimpián ezüstérmes csapatnak. 1960-ban a franciaországi nemzetek Európa-kupáján ezüstérmes, 1962-ben a chilei világbajnokságon negyedik lett a válogatottal.

### Edzőként
1976-77-ben és 1982-83-ban kétszer volt anyaegyesülete, a Velež Mostar vezetőedzője.

## Sikerei, díjai
Jugoszlávia
- Olimpiai játékok
  - ezüstérmes: 1956, Melbourne
- Nemzetek Európa-kupája
  - ezüstérmes: 1960, Franciaország
- Világbajnokság
  - 4.: 1962, Chile

 Dinamo Zagreb
- Jugoszláv kupa
  - győztes: 1965